# Woodruff T. Sullivan III
Pour les articles homonymes, voir Sullivan.
Woodruff T. Sullivan III ( « Woody » Sullivan ) (né en 1944) est un physicien, historien des sciences et astronome américain, connu principalement pour ses travaux en astrobiologie, astronomie galactique et astronomie extragalactique, histoire de l'astronomie, gnomonique et recherche de l'intelligence extraterrestre (SETI).

## Formation
Sullivan est né dans le Colorado, aux États-Unis. Il étudie ensuite la physique au Massachusetts Institute of Technology, où il obtient une licence en 1966 et un doctorat en 1971 (astronomie) de l'Université du Maryland (superviseur : Frank Kerr).

## Recherche sur les fuites radio terrestres
Afin d'échantillonner la signature radio de la Terre à partir d'un site externe et ainsi tester si la diffusion télévisée en est effectivement le composant principal, Sullivan et S.H. Knowles utilisent la Lune comme réflecteur passif des fuites de radiofréquences terrestres. Grâce au radiotélescope d'Arecibo de 305 m, une large gamme de fréquences est balayée entre 100 et 400 MHz. Une fois les interférences locales éliminées (en utilisant une technique sur la Lune et hors Lune), les fréquences de la plupart des signaux observés peuvent être identifiées avec les porteuses vidéo AM de télévision de diverses nationalités. Cette expérience démontre que la surface lunaire est capable de réfléchir des signaux de télévision de la bande terrestre III (175-230 MHz).

## Distinctions
En 2012, Sullivan reçoit le prix LeRoy E. Doggett de la division d'astronomie historique de l'American Astronomical Society pour ses contributions professionnelles au domaine de l'histoire de l'astronomie, en particulier son travail sur l'histoire des débuts de la radioastronomie, culminant dans son livre Cosmic Noise : A History of Early Radio Astronomy (2009).
Il est élu Legacy Fellow de l'American Astronomical Society en 2020. 